# Квадрели (Терни)
Квадрели је насеље у Италији у округу Терни, региону Умбрија.
Према процени из 2011. у насељу је живело 340 становника. Насеље се налази на надморској висини од 373 м.